# Proces odwracalny (fotografika)
Proces odwracalny – jedna z odmian wywoływania srebrowych materiałów fotograficznych.
Proces odwracalny stosuje się do materiałów barwnych lub czarno-białych specjalnie przygotowanych dla tego procesu. Polega on na tym, że materiał srebrowy naświetla się tak jak materiał negatywowy, a wywołuje się z odwróceniem obrazu – z negatywu powstaje pozytyw. Obróbka odwracalna barwna w zasadniczy sposób różni się od obróbki odwracalnej czarno-białej. Związane to jest z faktem, że w procesie barwnym wraz z obrazem srebrowym tworzy się obraz barwny, natomiast w procesie czarno-białym tworzy się tylko obraz srebrowy.
Przykład obróbki odwracalnej barwnej:
1. pierwsze wywoływanie – czarno-białe;
2. wtórne naświetlanie lub zadymianie – czyli całkowite zaświetlenie niewywołanej części halogenków srebra;
3. wywoływanie drugie – barwne;
4. odbielanie – ma na celu usunięcie srebrowego obrazu negatywowego czarno-białego;
5. utrwalanie – usuwa resztki halogenków srebra.

Przykład obróbki odwracalnej czarno-białej
1. wywoływanie pierwsze – ukazuje się negatyw czarno-biały;
2. odwracanie – rodzaj odbielania, tj. rozpuszczanie obrazu negatywowego w kwaśnym roztworze dwuchromianu potasu z usunięciem powstałych związków, bez naruszenie pozostałych, nienaświetlonych halogenków srebra;
3. klarowanie – tj. usuwanie resztek dwuchromianu potasu i jego produktów w wodnym roztworze siarczynu sodu;
4. wywoływanie drugie – w którym uzyskuje się obraz pozytywowy;
5. utrwalanie – celem usunięcia resztek halogenków srebra.

Uwagaw obu procesach po każdej kąpieli stosuje się płukanie. Dla lepszego zobrazowania procesu tę ważną czynność pominięto.
Etap utrwalenia obrazu jest krótszy niż w innych procesach, bo służy jedynie usunięciu resztek po halogenkach.
Proces odwracalny może być stosowany zarówno do filmów (konkretnie dla diapozytywów, np. popularnych slajdów) jak i dla odbitek na podłożu nieprzezroczystym. Warto zwrócić uwagę, iż w procesie tym dla filmów wszystko odbywa się na nich, nie ma więc możliwości skorygowania błędów niedoświetlenia lub prześwietlenia podczas fotografowania, co w pewnym zakresie można robić w przypadku naświetlania odbitek.